# Małgorzata Skucha-Nowak
Małgorzata Zdzisława Skucha-Nowak (ur. 30 lipca 1971 roku w Katowicach) – polska stomatolog, prof. dr hab. nauk medycznych, kierownik Zakładu Propedeutyki Stomatologii Wydziału Nauk Medycznych w Zabrzu Śląskiego Uniwersytetu Medycznego w Katowicach, Prodziekan Wydziału Nauk Medycznych w Zabrzu Śląskiego Uniwersytetu Medycznego w Katowicach.

## Życiorys
W 1995 ukończyła stomatologię na Wydziale Lekarskim ŚAM w Katowicach (obecnie SUM). 29 czerwca 2000 obroniła pracę doktorską Analiza niektórych mikroelementów w głębokim zapaleniu przyzębia, 11 maja 2017 habilitowała się na podstawie pracy zatytułowanej Innowacyjne bariery terapeutyczne w zabezpieczaniu tkanek własnych zęba przed wpływem środowiska jamy ustnej. Pracowała w Katedrze Stomatologii Zachowawczej z Endodoncją Wydziału Nauk Medycznych w Zabrzu Śląskiego Uniwersytetu Medycznego w Katowicach.
Piastuje stanowisko kierownika Zakładu Propedeutyki Stomatologii Wydziału Nauk Medycznych w Zabrzu Śląskiego Uniwersytetu Medycznego.
Od roku 2019 pełni funkcję Prodziekana Wydziału Nauk Medycznych w Zabrzu ŚUM.
Została odznaczona Złotym Krzyżem Zasługi (2023).
Od roku 2023 jest członkiem Zarządu Głównego Polskiego Towarzystwa Stomatologicznego.